# كاذي منعزل
كاذي منعزل (الاسم العلمي:Pandanus verecundus) هو نوع من النباتات يتبع جنس الكاذي من الفصيلة الكاذية.